# Sancho VII. (Navarra)
Sancho VII. der Starke (baskisch Antso Azkarra, spanisch Sancho el Fuerte; † 7. April 1234 in Tudela) war von 1194 bis 1234 König von Navarra, der letzte aus dem Haus Jiménez. Er war ein Sohn des Königs Sancho VI. dem Weisen und der Sancha von Kastilien.

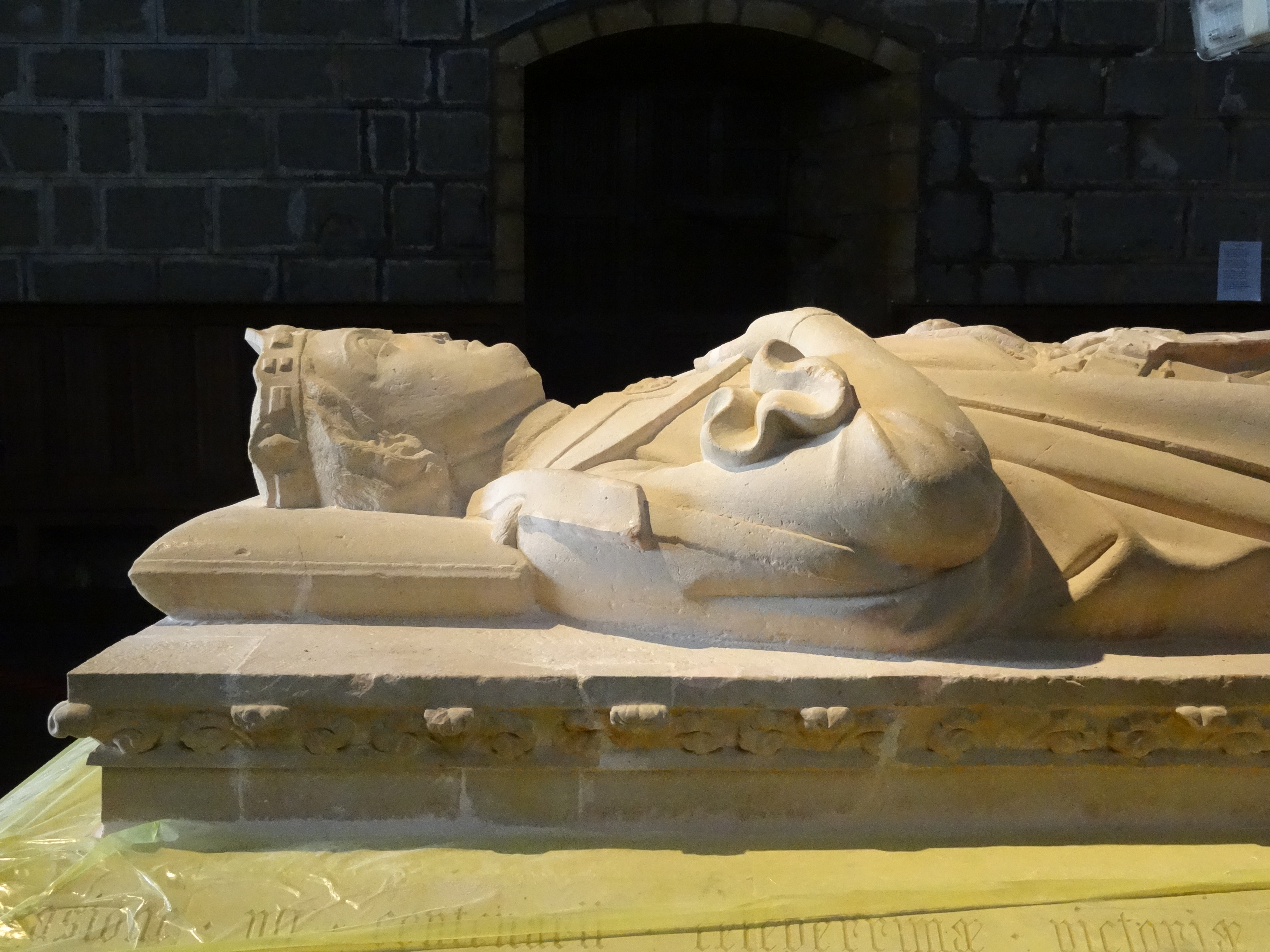
Die Liegefigur des Grabs Sanchos VII. in Santa María de Roncesvalles.

Sein Beiname resultiert aus einer ihm zugeschriebenen kriegerischen Entschlossenheit verbunden mit seiner ungewöhnlichen Körpergröße, die nach einer medizinischen Untersuchung seiner Gebeine 2,23 m betragen hatte.

## Leben
Als Prinz unterstützte Sancho seinen Schwager Richard Löwenherz im Kampf gegen dessen Feinde: 1192 gegen den Grafen Raimund V. von Toulouse und aufständische Adlige Aquitaniens, sowie im Jahr 1194 gegen Philipp II. von Frankreich. Dabei belagerte er im Juni 1194 Loches, wo ihm die Nachricht vom Tod seines Vaters erreichte, worauf er, ohne die Burg eingenommen zu haben, eilends nach Navarra zurückkehrte, um sich dort am 15. August in Pamplona krönen zu lassen.
Sofort nach seinem Machtantritt begann Sancho eine Politik zur Rückgewinnung der Rioja und brach damit einen Krieg gegen seinen Vetter, König Alfons VIII. von Kastilien, vom Zaun. Dabei zog er einen Vorteil aus der Niederlage des Letzteren gegen die muslimischen Almohaden in der Schlacht bei Alarcos am 19. Juli 1195 und fiel plündernd in das kastilische Territorium um Soria, Almazán und Logroño ein. Auf Initiative Papst Coelestins III. brachte allerdings Alfons VIII. ein Bündnis mit Aragón zustande, gegen das Sancho unterlag und deshalb im März 1196 in einem bei Tarazona ausgehandelten Frieden auf seine Eroberungen verzichten musste. Die päpstliche Politik zielte auf eine Allianz aller christlichen Könige Spaniens für einen Kreuzzug gegen die Almohaden ab; entsprechend honorierte der Papst Sanchos Einlenken gegenüber Kastilien und anerkannte in einem Brief vom 22. April 1196 dessen Königtum. Seit dem Tod von Alfons „dem Krieger“ von Aragón-Navarra 1134 hatten die Päpste die Übergehung von dessen Erbverfügung durch die navarresischen Großen nicht akzeptiert und sowohl García IV. wie auch Sancho VI. und zuletzt Sancho VII. die Anerkennung als Könige verweigert. Stattdessen hatten sie ihnen lediglich die Würde von „Herzögen von Navarra“ zuerkannt. Indem Coelestin III. nun die realpolitischen Tatsachen anerkannte, rechnete er mit der Einreihung Sanchos in die christliche Kreuzzugsallianz als dankbares Entgegenkommen.
Tatsächlich aber nahm dieser seine gegen Kastilien gerichtete Politik schnell wieder auf und bildete dazu eine Allianz mit König Alfons IX. von León, in die auch die Almohaden miteinbezogen werden sollten. Nachdem Sancho einige Burgen Alfons’ VIII. überfallen hatte, sah sich der in Spanien anwesende päpstliche Kardinallegat Gregor von Sant’Angelo am 8. Januar 1198 gezwungen, die Exkommunikation gegen ihn und das Interdikt über sein Königreich auszusprechen. Bezüglich des Vorwurfs der Fraternisierung mit den Ungläubigen ließ Papst Innozenz III. am 16. April eine Untersuchung einleiten, die sich offenbar zugunsten Sanchos auswirkte. Jedenfalls gestattete der Papst bereits am 15. Juli 1198 dem Bischof von Pamplona die Feier der Heiligen Messe, was nur unter vorheriger Aufhebung des Interdikts möglich war. Ungeachtet dessen einigten sich Alfons VIII. und Peter II. schon am 20. Mai 1198 in Calatayud auf eine Aufteilung Navarras untereinander und begannen den Krieg. Mit der finanziellen Unterstützung des Bischofs von Pamplona konnte sich Sancho seinen Gegnern erwehren, verlor allerdings einige Burgen wie Aibar, Miranda und Inzura. Schließlich bekundete Peter II. von Aragón seinen Friedenswillen, sofern ihm Sancho die Ehe mit einer seiner Schwestern gestatte, über welche der Aragónese offenbar das Erbe von Navarra anstrebte. Sancho ging auf diese Offerte ein, worauf auch der von seinem Bündnispartner desavouierte Alfons VIII. nach der Ableistung eines gegenseitigen Friedensschwurs sich wieder aus Navarra zurückziehen musste.

Das Königreich Navarra nach dem Frieden von Guadalajara 1207.

Indes erhielt Sancho die Unterstützung des Papstes, der am 11. Februar 1199 die Nichtigkeit des Eheversprechens mit dem König von Aragón erklärte, da dieser als Cousin dritten Grades in einem zu nahen verwandtschaftlichen Verhältnis zur angestrebten Braut stand. Dies geschah allerdings, nachdem Sancho im Sommer 1198 eine vielbeachtete Reise an den Hof des Almohadenkönigs nach Marokko angetreten hatte, wo er angeblich einer Liebesaffäre mit einer orientalischen Prinzessin nachgegangen war. Er war der erste spanische König, der nach Nordafrika reiste. Damit diskreditierte er sich allerdings gegenüber dem Papst und seinen christlichen Herrscherkollegen schwer, was vor allem Alfons VIII. von Kastilien sehr gelegen kam, der mit der päpstlichen Intervention vom Frühjahr 1199 seinen Friedenseid für nichtig erklärte und erneut in Navarra einfiel. Wegen seiner Abwesenheit konnte Sancho nichts gegen diese Invasion unternehmen, zumal ihm mit dem Tod seines Schwagers Richard Löwenherz im selben Jahr sein einzig nennenswerter Verbündeter starb. Bis zum Jahr 1200 eroberte Alfons VIII. die Provinzen Álava, Guipúzcoa und die westliche Vizcaya um Durango, die zusammengefasst das heutige autonome Baskenland ausmachen. Nach seiner Rückkehr aus Afrika im Jahr 1200 konnte Sancho den weiteren Vormarsch seiner Gegner aufhalten, zu denen sich auch wieder Peter II. von Aragón gestellt hatte. Das verlorene Territorium vermochte er allerdings nicht wieder zurückzuerobern und musste auf dieses schließlich am 29. Oktober 1207 in dem mit Kastilien ausgehandelten Frieden von Guadalajara, an dessen Vermittlung auch der gebürtige Navarrese Rodrigo Jiménez de Rada beteiligt war, gänzlich verzichten. Damit verlor Navarra etwa ein Drittel seines Gebiets und wurde somit auf seine bis heute gültigen Grenzen beschränkt. Damit einher gingen auch beträchtliche wirtschaftliche Einbußen, war Navarra doch auch seines Zugangs zum Meer mit dem Hafen San Sebastián beraubt, weshalb das Land seinen Warenverkehr fortan über den gascognischen Hafen Bayonne abwickeln musste. Mit Johann Ohneland vereinbarte Sancho schon im Oktober 1201 in Chinon ein entsprechendes Abkommen. Im Februar 1209 schloss er auch mit Peter II. von Aragón in Monteagudo Frieden, dem er keine größeren Zugeständnisse einräumen musste.
Der Frieden zwischen den Königen verwirklichte den päpstlichen Wunsch nach einer umfassenden Koalition der Spanier für den Kampf gegen die Almohaden, der nun auch Sancho beigetreten war. Sultan Muhammad an-Nasir („Miramamolín“) fasste diesen Schritt Sanchos wegen der in Marokko verabredeten politischen Allianz als Verrat auf. Im Spätjahr 1211 begannen die Almohaden ihre Offensive gegen Kastilien, worauf Alfons VIII. im Frühjahr 1212 die Herrscher Spaniens zu einem gemeinsamen Kriegszug aufrief, der vom Papst mit allen Ablässen eines Kreuzzugs ausgestattet wurde. Dem kastilischen König schlossen sich in Toledo die Ritterschaft Aragóns unter ihrem König und ein großes Kreuzzugskontingent aus Frankreich an. Sancho selbst schloss sich erst am 7. Juli in dem kurz zuvor eroberten Calatrava La Vieja mit 200 navarresischen Rittern dem Heer an. Gemeinsam mit dem König von Aragón eroberte er kurz darauf die Burg von Alarcos von den Mauren zurück, vor der fünfzehn Jahre zuvor noch die Kastilier besiegt worden waren. Und kurz vor dem Jahrestag jener Schlacht stellten die Spanier am 16. Juli 1212 das Almohadenheer auf der „Ebene von Tolosa“ (Las Navas de Tolosa) zur Schlacht und schlugen es vernichtend. Sancho erstürmte hier als Befehlshaber des rechten Flügels des christlichen Heers das Feldlager seines einstigen Verbündeten „Miramaolín“.
Aus dem Sieg über die Almohaden konnte Sancho keinen Profit schlagen. Die restlichen Jahre seines Lebens, die körperlich von einer zunehmenden Adipositas gezeichnet waren, verliefen weitgehend ereignisarm. Im Jahr 1219 gründete er die Stadt Viana. Außenpolitisch näherte er sich Aragón an, um sein kleines Königreich vor dem Zugriff des unter Ferdinand III. weiter expandierenden Kastilien zu schützen. In Ermangelung eines legitimen Erben bestimmte Sancho im Frühjahr 1231 in Tudela den König Jakob I. von Aragón durch eine Adoption zu seinem Erben, womit eine Wiedervereinigung beider Königreiche, die sich einst 1134 voneinander separiert hatten, eingeleitet wurde. Der Erbvertrag wurde am 2. Februar 1231 ausgehandelt und am 4. April von den aragónesischen und navarresischen Adligen beschworen. Sancho starb am 7. April 1234 in Tudela und wie schon einhundert Jahre zuvor missachtete der navarresische Adel den letzten Willen seines Königs und rief statt des Königs von Aragón seinen Neffen, den nordfranzösischen Grafen Theobald von der Champagne, ins Land und proklamierte diesen zum König. Von ihm wurde der letzte navarresische König der nationalbaskischen Dynastie in der Kollegialkirche Santa María in Roncesvalles beigesetzt, in der Nähe jenes Ortes, an dem die Basken angeblich 456 Jahre zuvor die fränkische Nachhut unter Markgraf Roland besiegt hatten.

## Signum und Wappen
Das für Sancho VII. charakteristische Signum (Bilder 1 und 2), mit dem er die meisten seiner Urkunden bezeugte, zeigt eine Adlerfigur, die häufig schwarz gestaltet ist. Aus einem erhaltenen Siegel einer Urkunde aus dem Jahr 1214 ist zu erschließen, dass er auch als Wappen einen Adler führte, wobei allerdings die farbliche Gestaltung des dargestellten Wappenschilds unklar bleibt. Im 20. Jahrhundert fand der „schwarze Adler“ (baskisch Arrano Beltza) Eingang in die Symbolik nationalbaskischer Bewegungen (Bild 3). Nach der legendenhaften Überlieferung geht auch das seit dem 13. Jahrhundert für Navarra stehende Wappen, die so genannte Navarrakette (Bild 4), auf Sancho VII. und seine Taten während der Schlacht von Las Navas de Tolosa zurück, welcher nach die von ihm überwundenen Leibwächter des Sultans, die dessen Zelt verteidigten, mit goldenen Ketten miteinander verbunden waren. Der grüne Diamant in der Schildmitte symbolisiert das Koranbuch des Sultans, das dieser bei seiner Flucht in seinem Zelt zurückgelassen habe. Die Navarrakette ist allerdings erst im Urkundenwesen Theobalds I. auf dessen Siegeln belegt.

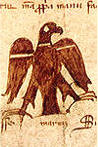
Bild 1
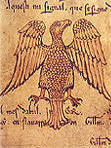
Bild 2
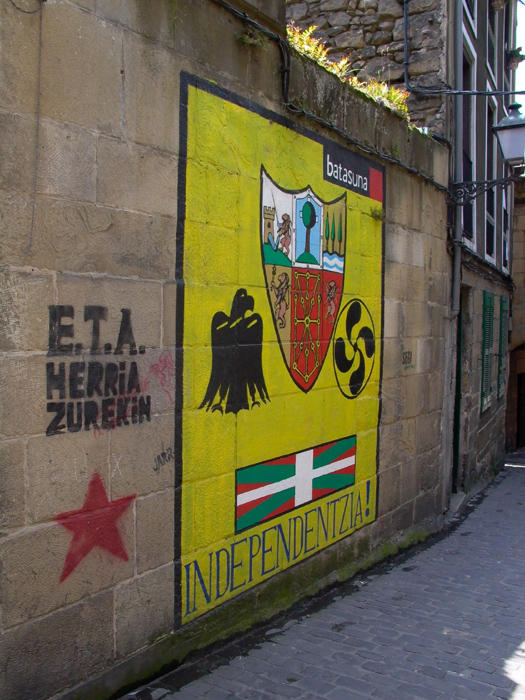
Bild 3
Bild 4

## Familiäres

### Vorfahren
| Ramiro Sánchez (?–1116) | Ramiro Sánchez (?–1116) | Ramiro Sánchez (?–1116) | Ramiro Sánchez (?–1116) | Ramiro Sánchez (?–1116)            | Ramiro Sánchez (?–1116)            |                                    |                                    | Cristina Rodríguez de Vivar        | Cristina Rodríguez de Vivar        | Cristina Rodríguez de Vivar | Cristina Rodríguez de Vivar | Cristina Rodríguez de Vivar        | Cristina Rodríguez de Vivar        |                                    |                                    | Gilbert de l’Aigle (?–1118)        | Gilbert de l’Aigle (?–1118)        | Gilbert de l’Aigle (?–1118) | Gilbert de l’Aigle (?–1118) | Gilbert de l’Aigle (?–1118)    | Gilbert de l’Aigle (?–1118)    |                                |                                | Juliane du Perche              | Juliane du Perche              | Juliane du Perche | Juliane du Perche | Juliane du Perche    | Juliane du Perche |  |  | Urraca von León-Kastilien (1080–1126) | Urraca von León-Kastilien (1080–1126) | Urraca von León-Kastilien (1080–1126) | Urraca von León-Kastilien (1080–1126) | Urraca von León-Kastilien (1080–1126)      | Urraca von León-Kastilien (1080–1126)      |                                            |                                            | Raimund von Burgund (?–1107)               | Raimund von Burgund (?–1107)               | Raimund von Burgund (?–1107) | Raimund von Burgund (?–1107) | Raimund von Burgund (?–1107)     | Raimund von Burgund (?–1107)     |                                  |                                  | Raimund Berengar III. von Barcelona (1082–1131) | Raimund Berengar III. von Barcelona (1082–1131) | Raimund Berengar III. von Barcelona (1082–1131) | Raimund Berengar III. von Barcelona (1082–1131) | Raimund Berengar III. von Barcelona (1082–1131) | Raimund Berengar III. von Barcelona (1082–1131) |                                      |                                      | Dulcia von Gévaudan (1090–1130)      | Dulcia von Gévaudan (1090–1130)      | Dulcia von Gévaudan (1090–1130) | Dulcia von Gévaudan (1090–1130) | Dulcia von Gévaudan (1090–1130) | Dulcia von Gévaudan (1090–1130) |
| Ramiro Sánchez (?–1116) | Ramiro Sánchez (?–1116) | Ramiro Sánchez (?–1116) | Ramiro Sánchez (?–1116) | Ramiro Sánchez (?–1116)            | Ramiro Sánchez (?–1116)            |                                    |                                    | Cristina Rodríguez de Vivar        | Cristina Rodríguez de Vivar        | Cristina Rodríguez de Vivar | Cristina Rodríguez de Vivar | Cristina Rodríguez de Vivar        | Cristina Rodríguez de Vivar        |                                    |                                    | Gilbert de l’Aigle (?–1118)        | Gilbert de l’Aigle (?–1118)        | Gilbert de l’Aigle (?–1118) | Gilbert de l’Aigle (?–1118) | Gilbert de l’Aigle (?–1118)    | Gilbert de l’Aigle (?–1118)    |                                |                                | Juliane du Perche              | Juliane du Perche              | Juliane du Perche | Juliane du Perche | Juliane du Perche    | Juliane du Perche |  |  | Urraca von León-Kastilien (1080–1126) | Urraca von León-Kastilien (1080–1126) | Urraca von León-Kastilien (1080–1126) | Urraca von León-Kastilien (1080–1126) | Urraca von León-Kastilien (1080–1126)      | Urraca von León-Kastilien (1080–1126)      |                                            |                                            | Raimund von Burgund (?–1107)               | Raimund von Burgund (?–1107)               | Raimund von Burgund (?–1107) | Raimund von Burgund (?–1107) | Raimund von Burgund (?–1107)     | Raimund von Burgund (?–1107)     |                                  |                                  | Raimund Berengar III. von Barcelona (1082–1131) | Raimund Berengar III. von Barcelona (1082–1131) | Raimund Berengar III. von Barcelona (1082–1131) | Raimund Berengar III. von Barcelona (1082–1131) | Raimund Berengar III. von Barcelona (1082–1131) | Raimund Berengar III. von Barcelona (1082–1131) |                                      |                                      | Dulcia von Gévaudan (1090–1130)      | Dulcia von Gévaudan (1090–1130)      | Dulcia von Gévaudan (1090–1130) | Dulcia von Gévaudan (1090–1130) | Dulcia von Gévaudan (1090–1130) | Dulcia von Gévaudan (1090–1130) |
|                         |                         |                         |                         |                                    |                                    |                                    |                                    |                                    |                                    |                             |                             |                                    |                                    |                                    |                                    |                                    |                                    |                             |                             |                                |                                |                                |                                |                                |                                |                   |                   |                      |                   |  |  |                                       |                                       |                                       |                                       |                                            |                                            |                                            |                                            |                                            |                                            |                              |                              |                                  |                                  |                                  |                                  |                                                 |                                                 |                                                 |                                                 |                                                 |                                                 |                                      |                                      |                                      |                                      |                                 |                                 |                                 |                                 |
|                         |                         |                         |                         | García IV. von Navarra (1112–1150) | García IV. von Navarra (1112–1150) | García IV. von Navarra (1112–1150) | García IV. von Navarra (1112–1150) | García IV. von Navarra (1112–1150) | García IV. von Navarra (1112–1150) |                             |                             |                                    |                                    |                                    |                                    |                                    |                                    |                             |                             | Marguerite de l’Aigle (?–1141) | Marguerite de l’Aigle (?–1141) | Marguerite de l’Aigle (?–1141) | Marguerite de l’Aigle (?–1141) | Marguerite de l’Aigle (?–1141) | Marguerite de l’Aigle (?–1141) |                   |                   |                      |                   |  |  |                                       |                                       |                                       |                                       | Alfons VII. von León-Kastilien (1105–1157) | Alfons VII. von León-Kastilien (1105–1157) | Alfons VII. von León-Kastilien (1105–1157) | Alfons VII. von León-Kastilien (1105–1157) | Alfons VII. von León-Kastilien (1105–1157) | Alfons VII. von León-Kastilien (1105–1157) |                              |                              |                                  |                                  |                                  |                                  |                                                 |                                                 |                                                 |                                                 | Berenguela von Barcelona (1108–1149)            | Berenguela von Barcelona (1108–1149)            | Berenguela von Barcelona (1108–1149) | Berenguela von Barcelona (1108–1149) | Berenguela von Barcelona (1108–1149) | Berenguela von Barcelona (1108–1149) |                                 |                                 |                                 |                                 |
|                         |                         |                         |                         | García IV. von Navarra (1112–1150) | García IV. von Navarra (1112–1150) | García IV. von Navarra (1112–1150) | García IV. von Navarra (1112–1150) | García IV. von Navarra (1112–1150) | García IV. von Navarra (1112–1150) |                             |                             |                                    |                                    |                                    |                                    |                                    |                                    |                             |                             | Marguerite de l’Aigle (?–1141) | Marguerite de l’Aigle (?–1141) | Marguerite de l’Aigle (?–1141) | Marguerite de l’Aigle (?–1141) | Marguerite de l’Aigle (?–1141) | Marguerite de l’Aigle (?–1141) |                   |                   |                      |                   |  |  |                                       |                                       |                                       |                                       | Alfons VII. von León-Kastilien (1105–1157) | Alfons VII. von León-Kastilien (1105–1157) | Alfons VII. von León-Kastilien (1105–1157) | Alfons VII. von León-Kastilien (1105–1157) | Alfons VII. von León-Kastilien (1105–1157) | Alfons VII. von León-Kastilien (1105–1157) |                              |                              |                                  |                                  |                                  |                                  |                                                 |                                                 |                                                 |                                                 | Berenguela von Barcelona (1108–1149)            | Berenguela von Barcelona (1108–1149)            | Berenguela von Barcelona (1108–1149) | Berenguela von Barcelona (1108–1149) | Berenguela von Barcelona (1108–1149) | Berenguela von Barcelona (1108–1149) |                                 |                                 |                                 |                                 |
|                         |                         |                         |                         |                                    |                                    |                                    |                                    |                                    |                                    |                             |                             |                                    |                                    |                                    |                                    |                                    |                                    |                             |                             |                                |                                |                                |                                |                                |                                |                   |                   |                      |                   |  |  |                                       |                                       |                                       |                                       |                                            |                                            |                                            |                                            |                                            |                                            |                              |                              |                                  |                                  |                                  |                                  |                                                 |                                                 |                                                 |                                                 |                                                 |                                                 |                                      |                                      |                                      |                                      |                                 |                                 |                                 |                                 |
|                         |                         |                         |                         |                                    |                                    |                                    |                                    |                                    |                                    |                             |                             | Sancho VI. von Navarra (1133–1194) | Sancho VI. von Navarra (1133–1194) | Sancho VI. von Navarra (1133–1194) | Sancho VI. von Navarra (1133–1194) | Sancho VI. von Navarra (1133–1194) | Sancho VI. von Navarra (1133–1194) |                             |                             |                                |                                |                                |                                |                                |                                |                   |                   |                      |                   |  |  |                                       |                                       |                                       |                                       |                                            |                                            |                                            |                                            |                                            |                                            |                              |                              | Sancha von Kastilien (1137–1179) | Sancha von Kastilien (1137–1179) | Sancha von Kastilien (1137–1179) | Sancha von Kastilien (1137–1179) | Sancha von Kastilien (1137–1179)                | Sancha von Kastilien (1137–1179)                |                                                 |                                                 |                                                 |                                                 |                                      |                                      |                                      |                                      |                                 |                                 |                                 |                                 |
|                         |                         |                         |                         |                                    |                                    |                                    |                                    |                                    |                                    |                             |                             | Sancho VI. von Navarra (1133–1194) | Sancho VI. von Navarra (1133–1194) | Sancho VI. von Navarra (1133–1194) | Sancho VI. von Navarra (1133–1194) | Sancho VI. von Navarra (1133–1194) | Sancho VI. von Navarra (1133–1194) |                             |                             |                                |                                |                                |                                |                                |                                |                   |                   |                      |                   |  |  |                                       |                                       |                                       |                                       |                                            |                                            |                                            |                                            |                                            |                                            |                              |                              | Sancha von Kastilien (1137–1179) | Sancha von Kastilien (1137–1179) | Sancha von Kastilien (1137–1179) | Sancha von Kastilien (1137–1179) | Sancha von Kastilien (1137–1179)                | Sancha von Kastilien (1137–1179)                |                                                 |                                                 |                                                 |                                                 |                                      |                                      |                                      |                                      |                                 |                                 |                                 |                                 |
|                         |                         |                         |                         |                                    |                                    |                                    |                                    |                                    |                                    |                             |                             |                                    |                                    |                                    |                                    |                                    |                                    |                             |                             |                                |                                |                                |                                |                                |                                |                   |                   |                      |                   |  |  |                                       |                                       |                                       |                                       |                                            |                                            |                                            |                                            |                                            |                                            |                              |                              |                                  |                                  |                                  |                                  |                                                 |                                                 |                                                 |                                                 |                                                 |                                                 |                                      |                                      |                                      |                                      |                                 |                                 |                                 |                                 |
|                         |                         |                         |                         |                                    |                                    |                                    |                                    |                                    |                                    |                             |                             |                                    |                                    |                                    |                                    |                                    |                                    |                             |                             |                                |                                |                                |                                |                                |                                |                   |                   | Sancho VII. (?–1234) |                   |  |  |                                       |                                       |                                       |                                       |                                            |                                            |                                            |                                            |                                            |                                            |                              |                              |                                  |                                  |                                  |                                  |                                                 |                                                 |                                                 |                                                 |                                                 |                                                 |                                      |                                      |                                      |                                      |                                 |                                 |                                 |                                 |

### Nachkommen
Sancho VII. war seit etwa 1195 verheiratet mit Konstanze, einer Tochter des Grafen Raimund VI. von Toulouse. Die Ehe wurde um 1200 geschieden und war kinderlos geblieben. Allerdings sind von Sancho drei unehelich geborene Söhne urkundlich und aus erzählenden Überlieferungen bezeugt; dies waren Rodrigo und Ramiro, der als Bischof von Pamplona amtierte, sowie Guilleumes „Soyrot“, der als Ritter im Dienst des Königs Jakob I. von Aragón stand und diesen bei der Eroberung Mallorcas 1229 begleitete.